# Georges Millardet
Georges Millardet (1876-1953) est un romaniste, dialectologue et phonéticien français, spécialiste de la linguistique romane et gasconne. Il est le fils d'Alexis Millardet, botaniste, inventeur de la bouillie bordelaise. 

## Biographie
Georges Millardet effectue ses études secondaires aux lycées de Bordeaux (1887-94) et Henri-IV (1895). Il obtient un baccalauréat ès lettres et ès sciences (1894). En 1896, il intègre le lycée Louis-le-Grand, puis devient étudiant à la Faculté des lettres de Bordeaux (1896-1900). Il est licencié ès lettres en 1897 et est agrégé de grammaire en 1902. Il obtient un doctorat ès lettres en 1910.
Georges Millardet entame sa carrière académique en 1899 par un poste de professeur délégué au lycée de Mont-de-Marsan. Il devient par la suite professeur au lycée de Bordeaux (1905), puis chargé de conférences à la Faculté des lettres de Bordeaux à partir de 1910. Il est désigné chargé de cours de langues et littératures romanes à la Faculté des lettres de Montpellier en 1911. En décembre 1933, il accède au statut de maître de conférences de philologie romane à la Faculté des lettres de Paris. Il est admis à la retraite en 1947, en qualité de professeur honoraire.
Georges Millardet est mobilisé du 4 janvier 1915 au 31 mai 1918, durant la Première Guerre mondiale. 
Outre ses fonctions universitaires, Georges Millardet a conduit certains cours de vacances de l'Alliance française à partir de 1913 à Paris, ainsi que des cours de vacances à la Sorbonne (1921-32). Il dispense également des conférences aux Universités de Barcelone, Turin, Florence, Rome, Madrid, à l'Institut français en Roumanie à Bucarest, à Lisbonne, Porto, ou encore Coïmbra. Il donne également des conférences à Bruxelles, à l'Institut des hautes études de Belgique (1924). Il effectue des missions de recherches dialectologiques en Sardaigne et en Sicile pour le ministère de l'Instruction publique entre 1924 et 1925. Il est délégué du ministère de l'Instruction publique au Congrès international de linguistique romane de Rome (1932), et délégué de l'Université de Paris au Congrès de Biarritz et Bordeaux (1934).

## Ouvrages
- Études de dialectologie landaise, thèse principale (1910)
- Recueil de textes des anciens dialectes landais, thèse complémentaire (1910)
- Petit atlas linguistique d'une région des Landes (1910), partie de la thèse précédente
- Linguistique et dialectologie romanes : problèmes et méthodes (1923)
- Études siciliennes (1924)
- Abrégé de l'histoire de la littérature provençale (1935)
- Le roman de « Flamenca » (1937)

## Distinctions
Georges Millardet est nommé Chevalier de la légion d'honneur en 1937. 